# Escala nanoscópica

Um ribossomo é uma máquina biológica que utiliza a dinâmica de proteínas em nanoescala

Uma comparação das escalas de vários objetos biológicos e tecnológicos

A escala nanoscópica (ou nanoescala) geralmente se refere a estruturas com uma escala de comprimento aplicável à nanotecnologia, geralmente citada como 1-100 nanômetros. Um nanômetro é um bilionésimo de um metro. A escala nanoscópica é (a grosso modo) um limite inferior da escala mesoscópica para a maioria dos sólidos.
Para fins técnicos, a escala nanoscópica é o tamanho no qual as flutuações nas propriedades médias (devido ao movimento e comportamento das partículas individuais) começam a ter um efeito significativo (muitas vezes alguns por cento) no comportamento de um sistema, e devem ser tidos em consideração na sua análise.[carece de fontes?]
A escala nanoscópica às vezes é marcada como o ponto onde as propriedades de um material mudam; acima desse ponto, as propriedades de um material são causadas por efeitos de 'volume' ou 'volume', ou seja, quais átomos estão presentes, como eles estão ligados e em quais proporções. Abaixo deste ponto, as propriedades de um material mudam e, embora o tipo de átomos presentes e suas orientações relativas ainda sejam importantes, os 'efeitos da área de superfície' (também chamados de efeitos quânticos tornam-se mais aparentes — esses efeitos são devidos à geometria do material (quão espesso ele é, quão largo é, etc.), o que, nessas dimensões baixas, pode ter um efeito drástico nos estados quantizados e, portanto, nas propriedades de um material.
Em 8 de outubro de 2014, o Prêmio Nobel de Química foi concedido a Eric Betzig, William Moerner e Stefan Hell pelo "desenvolvimento da microscopia de fluorescência super-resolvida", que traz a "microscopia óptica para a nanodimensão".

## Máquinas em nanoescala

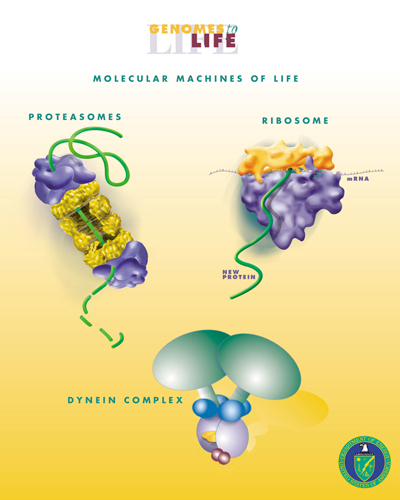
Algumas máquinas moleculares biológicas

As máquinas moleculares em nanoescala mais complexas são proteínas encontradas dentro das células, geralmente na forma de complexos multiproteicos. Algumas máquinas biológicas são proteínas motoras, como a miosina, que é responsável pela contração muscular; a cinesina, que move a carga dentro das células para longe do núcleo ao longo dos microtúbulos, e a dineína, que move a carga dentro das células em direção ao núcleo e produz o batimento axonemal de cílios móveis e flagelos. "Na verdade, [o cílio móvel] é uma nanomáquina composta de talvez mais de seiscentas proteínas em complexos moleculares, muitos dos quais também funcionam independentemente como nanomáquinas". "Ligantes flexíveis permitem que os domínios proteicos móveis conectados por eles para recrutar os seus parceiros de ligação e induzir uma alosteria de longo alcance via dinâmica de domínio de proteína". Outras máquinas biológicas são responsáveis pela produção de energia, por exemplo ATP sintase, que aproveita a energia de gradientes de prótons através das membranas para conduzir um movimento semelhante a uma turbina usado para sintetizar ATP, a moeda de energia de uma célula. Ainda outras máquinas são responsáveis pela expressão gênica, incluindo ADN polimerases para replicar DNA, ARN-polimerases para produzir mRNA, o spliceossomo para remover íntrons e o ribossomo para sintetizar proteínas. Essas máquinas e sua dinâmica em nanoescala são muito mais complexas do que qualquer máquina molecular que já tenha sido construída artificialmente.